# Kobayashi Rikako
Kobayashi Rikako (sinh ngày 21 tháng 7 năm 1997) là một cầu thủ bóng đá nữ người Nhật Bản.

## Đội tuyển bóng đá nữ quốc gia Nhật Bản
Kobayashi Rikako thi đấu cho đội tuyển bóng đá nữ quốc gia Nhật Bản.

## Thống kê sự nghiệp
| Nhật Bản  | Nhật Bản | Nhật Bản |
| Năm       | Trận     | Bàn      |
| --------- | -------- | -------- |
| 2019      | 12       | 4        |
| Tổng cộng | 12       | 4        |

## Bàn thắng quốc tế
| #  | Ngày                 | Địa điểm                                        | Đối thủ           | Bàn thắng | Kết quả | Giải đấu                |
| -- | -------------------- | ----------------------------------------------- | ----------------- | --------- | ------- | ----------------------- |
| 1. | 3 tháng 3 năm 2019   | Sân vận động Nissan, Nashville, Hoa Kỳ          | Brasil            | 2–1       | 3–1     | SheBelieves Cup 2019    |
| 2. | 4 tháng 4 năm 2019   | Sân vận động Abbé-Deschamps, Auxerre, Pháp      | Pháp              | 1–1       | 1–3     | Giao hữu                |
| 3. | 6 tháng 10 năm 2019  | Sân vận động IAI Nihondaira, Shizuoka, Nhật Bản | Canada            | 4–0       | 4–0     | Giao hữu                |
| 4. | 11 tháng 12 năm 2019 | Sân vận động chính Asiad Busan, Busan, Hàn Quốc | Đài Bắc Trung Hoa | 3–0       | 9–0     | Cúp bóng đá Đông Á 2019 |